# Krzysztof Nowak
Krzysztof Nowak (* 27. September 1975 in Warschau, Polen; † 26. Mai 2005 in Wolfsburg, Deutschland) war ein polnischer Fußballspieler.

## Karriere

### Verein
Nowak spielte als Jugendlicher ab 1985 für die polnischen Vereine Opal Lubosz, RKS Ursus Warszawa, Sokół Pniewy und GKS Tychy. 1996 ging er nach Griechenland zu Panachaiki Patras. Im selben Jahr verpflichtete ihn KP Legia Warszawa, von wo aus er nach Brasilien zu Atlético Paranaense wechselte. 1998 kam er zum VfL Wolfsburg. Er bestritt insgesamt 83 Bundesligaspiele als Nummer 10 mit dem VfL.

### Nationalmannschaft
Für die polnische Fußballnationalmannschaft absolvierte er zwischen 1997 und 1999 zehn Länderspiele.

## Krankheit und Tod

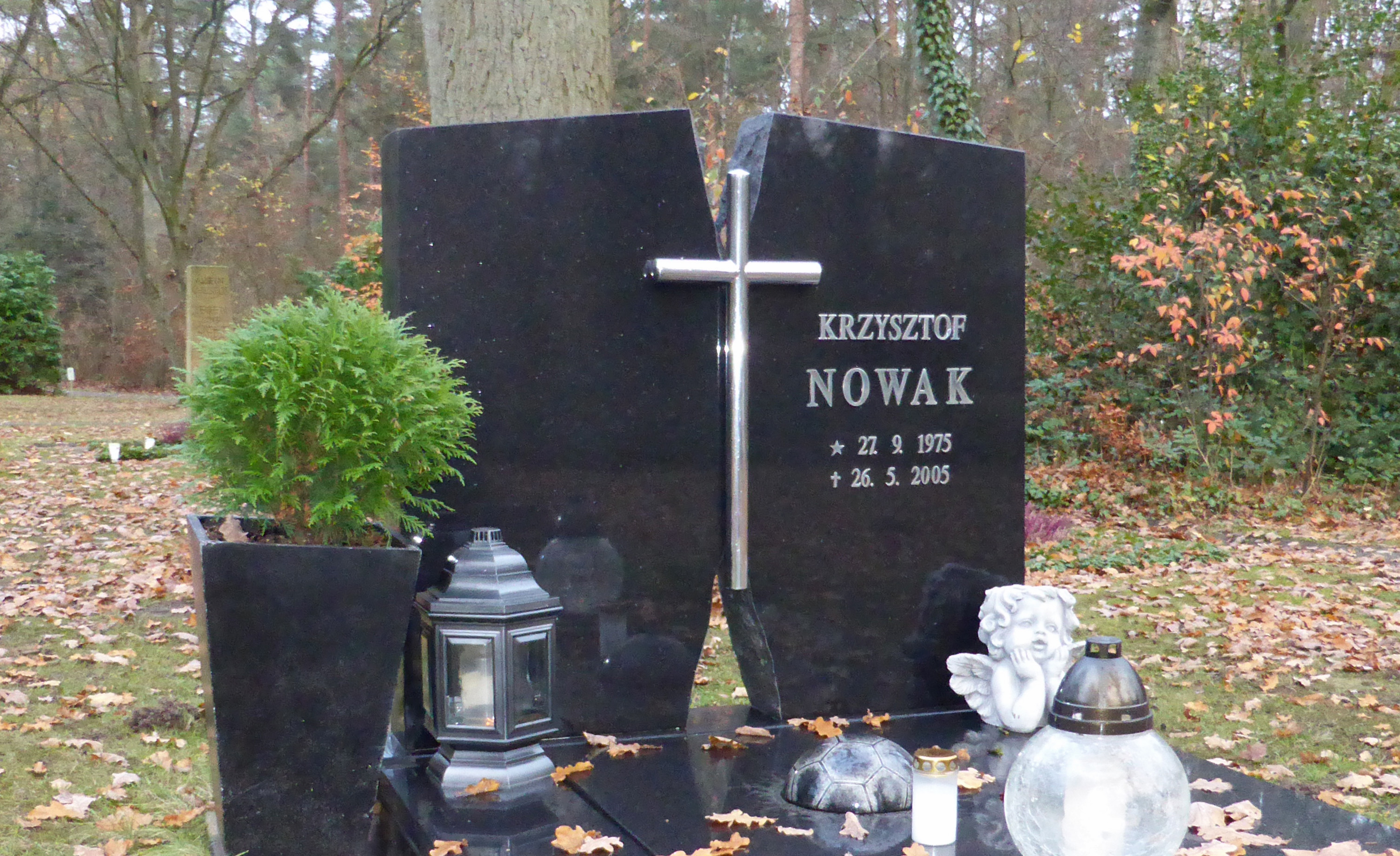
Grabstätte

Krzysztof Nowak litt ab Ende 2000 an der unheilbaren Amyotrophen Lateralsklerose (ALS), einer degenerativen Erkrankung des motorischen Nervensystems, bei der die behandelnden Ärzte am Anfang lange Zeit Probleme hatten, diese bei Nowak zu diagnostizieren. Einige Spiele konnte er für den VfL noch absolvieren. Am 10. Februar 2001 bestritt Nowak sein letztes Bundesligaspiel beim 3:1-Sieg in Berlin gegen Hertha BSC. Erst im März 2001 stand die Diagnose fest. Krzysztof Nowak musste danach mit 25 Jahren seine Fußballkarriere beenden.
Jahrelang besuchte er, bereits entkräftet im Rollstuhl, mit seiner Familie die Spiele seines Vereins, bis er 2005 im Alter von 29 Jahren starb. Er wurde auf dem Wolfsburger Waldfriedhof beigesetzt. Krzysztof Nowak hinterließ seine Ehefrau sowie einen Sohn und eine Tochter. Den Fans des VfL Wolfsburg bleibt er im Gedenken mit dem Titel Die Nummer 10 der Herzen erhalten. Die am 2. Mai 2002 von ihm in Wolfsburg gegründete Krzysztof-Nowak-Stiftung unterstützt ALS-Patienten und ALS-Forschungsprojekte.